# Vine (app)
Vine, sedan januari 2017 Vine Camera, var en app där man kunde spela in och ladda upp korta videoklipp, så kallade vines.  Den lanserades i januari 2013 till bland annat Android och iOS.

## Om appen
Appen kunde spela in filmer som var max sex sekunder långa. Andra personer kunde sedan titta på klippen, gilla dem samt "revina" dem vilket innebar att man delade dem till sin egen profil.

## Historia
Vine grundades av Dom Hofmann, Rus Yusupov, och Colin Kroll i juni 2012 i New York. Företaget blev uppköpt av Twitter i oktober 2012 för en rapporterad summa av $30 miljoner.
Vine lanserades officiellt 24 januari 2013 som en gratisapp till iOS-enheter.

### Vine Kids
I januari 2015 lanserades Vine Kids, en app skapad speciellt för barn.

### Stängning
Utan att ge någon anledning, tillkännagav Twitter den 27 oktober 2016 att appen successivt skulle  tas bort. Den 17 januari 2017 stängdes uppladdningen av nya videoklipp av, och appen döptes om till Vine Camera. Användare kan dock fortfarande spela in videoklipp, och spara dem till telefonen eller ladda upp dem till Twitter.